# Szymon Rekita
Szymon Rekita (Biskupiec, 5 januari 1994) is een voormalig Pools wielrenner die zijn loopbaan als wielrenner eind 2022 afsloot bij Voster ATS Team.

## Carrière
Als junior werd Rekita in 2012 nationaal kampioen tijdrijden door Przemysław Kasperkiewicz en Wojciech Sykała naar de dichtste ereplaatsen te verwijzen. Later dat jaar werd hij, op vier seconden van winnaar Markus Hoelgaard, tweede in de tweede etappe van de GP Général Patton en zesde op het Europees kampioenschap tijdrijden. Op het wereldkampioenschap eindigde hij in die discipline op de dertiende plaats.
Als eerstejaars belofte werd hij, achter Łukasz Wiśniowski en Kasperkiewicz, derde op het nationale kampioenschap tijdrijden en achttiende op het wereldkampioenschap. Een jaar later was hij, na een tiende plaats in de Carpathian Couriers Race, wel de beste op het nationale kampioenschap. Die titel wist hij in 2015 te prolongeren, waarna Trek Factory Racing hem een stagecontract aanbood. Namens die ploeg reed hij in oktober de Ronde van Hainan, waarin hij negende werd in het eindklassement.
In 2016 werd Rekita onder meer zevende in zowel de tijdrit op het nationale kampioenschap als die op het Europese kampioenschap en werd hij vierde in de Trofeo Beato Bernardo. In 2017 nam hij, in dienst van Leopard Pro Cycling, deel aan de Ronde van Rhodos. In die wedstrijd, die voor het eerst sinds 2003 weer op de UCI-kalender stond, bleef hij in de tweede etappe het peloton acht seconden voor en won de rit. In het eindklassement werd hij, met een achterstand van bijna anderhalve minuut op winnaar Colin Stüssi, vierde. Later dat jaar werd hij onder meer zesde in het nationale kampioenschap tijdrijden en zestiende in de Grote Prijs Marcel Kint.
In april 2018 won Rekita de openingsrit in de Ronde van de Jura. Die leiderstrui die hij daaraan overhield raakte hij in de tweede en laatste etappe kwijt aan Carl Fredrik Hagen.

## Overwinningen
2012
 Pools kampioenschap tijdrijden, Junioren
2014
 Pools kampioenschap tijdrijden, Beloften
2015
 Pools kampioenschap tijdrijden, Beloften
2017
2e etappe Ronde van Rhodos
2018
1e etappe Ronde van de Jura
2019
3e etappe Ronde van Antalya
Eindklassement Ronde van Antalya
2022
3b en 5e etappe Ronde van Bulgarije
2e etappe Ronde van Szeklerland
Eindklassement Ronde van Szeklerland

## Ploegen
2015 –  Trek Factory Racing (stagiair vanaf 1 augustus)
2017 –  Leopard Pro Cycling
2018 –  Leopard Pro Cycling
2019 –  Leopard Pro Cycling
2020 –  Leopard Pro Cycling
2021 –  Voster ATS Team
2022 –  Voster ATS Team
Alafaci · Arredondo · Beppu · Busche · Cancellara · Coledan · Devolder · Didier · Felline · Irizar · Jungels · McConnell · Mollema · Nizzolo · Popovytsj · B.van Poppel · D.van Poppel · Rast · Roulston · Schleck · Sergent · Silvestre · Steegmans · Stuyven · Vandewalle · Watson · Zoidl · Zubeldia · Basso (stagiair) · Bernard (stagiair) · Rekita (stagiair)
Brockhoff · Geßner · Krieger · Leyder · Maciejuk · Pons · Quarterman · Rekita · Reynders · Schlechter · Spengler · Wirtgen